# Jan Mikołajewicz Wizgierd
Jan Mikołajewicz Wizgierd herbu Odrowąż (zm. na początku 1596 roku) – marszałek upicki w latach 1593-1595, sędzia ziemski wileński w latach 1588-1594, sędzia ziemski upicki w latach 1576-1588, podsędek ziemski upicki w latach 1574-1576, sekretarz Jego Królewskiej Mości.
Poseł na sejm 1570 roku z województwa wileńskiego.